# Al-Buwajtijja
Al-Buwajtijja – wieś w Syrii, w muhafazie Dajr az-Zaur. W 2004 roku liczyła 1748 mieszkańców.